# Entomobrya zaitzewi
Entomobrya zaitzewi is een springstaartensoort uit de familie van de Entomobryidae. De wetenschappelijke naam van de soort is voor het eerst geldig gepubliceerd in 1919 door Linnaniemi.